# Joseph André Raybaud
Pour les articles homonymes, voir Raybaud.
Joseph André Raybaud est un homme politique français né le 26 juin 1787 à Arles (Bouches-du-Rhône) et mort le 4 avril 1857 à Eyguières (Bouches-du-Rhône).

## Biographie
Magistrat sous la Restauration, il est conseiller à la cour d'appel d'Aix-en-Provence en 1830. Il est député des Bouches-du-Rhône de 1834 à 1839, siégeant dans l'opposition libérale.

## Sources
- « Joseph André Raybaud », dans Adolphe Robert et Gaston Cougny, Dictionnaire des parlementaires français, Edgar Bourloton, 1889-1891 [détail de l’édition]